# Lijst van ruimtevluchten naar het Internationaal ruimtestation
Dit is een chronologische lijst van ruimtevluchten naar het Internationaal ruimtestation (ISS), inclusief ISS-bemanningen, korte termijn bezoekers, ruimtetoeristen en gemengde astronaut- en vracht missies. Onbemande bezoekende ruimtevaartuigen zijn uitgesloten van deze lijst. ISS-bemanningsleden zijn in vet opgenomen'. De "Aanmeerperiode" verwijst naar het ruimtevaartuig en loopt niet altijd synchroon met de verblijftijd van de bemanningsleden.
Amerikaanse Space Shuttle missies waren in staat om meer mensen en vracht te vervoeren dan de Russische Sojoez ruimtevaartuigen, resulterend in meer Amerikaanse kortdurende menselijke bezoeken totdat het Space Shuttle-programma in 2011 werd stopgezet. Tussen 2011 en 2020 was Sojoez het enige middel voor menselijk transport naar het ISS, dat voornamelijk bemanning aanleverde voor een langdurig verblijf. Russische vrachtleveringen zijn uitsluitend uitgevoerd door onbemande missies van Progress ruimtevaartuigen, waardoor minder bemande ruimtevluchten nodig waren.

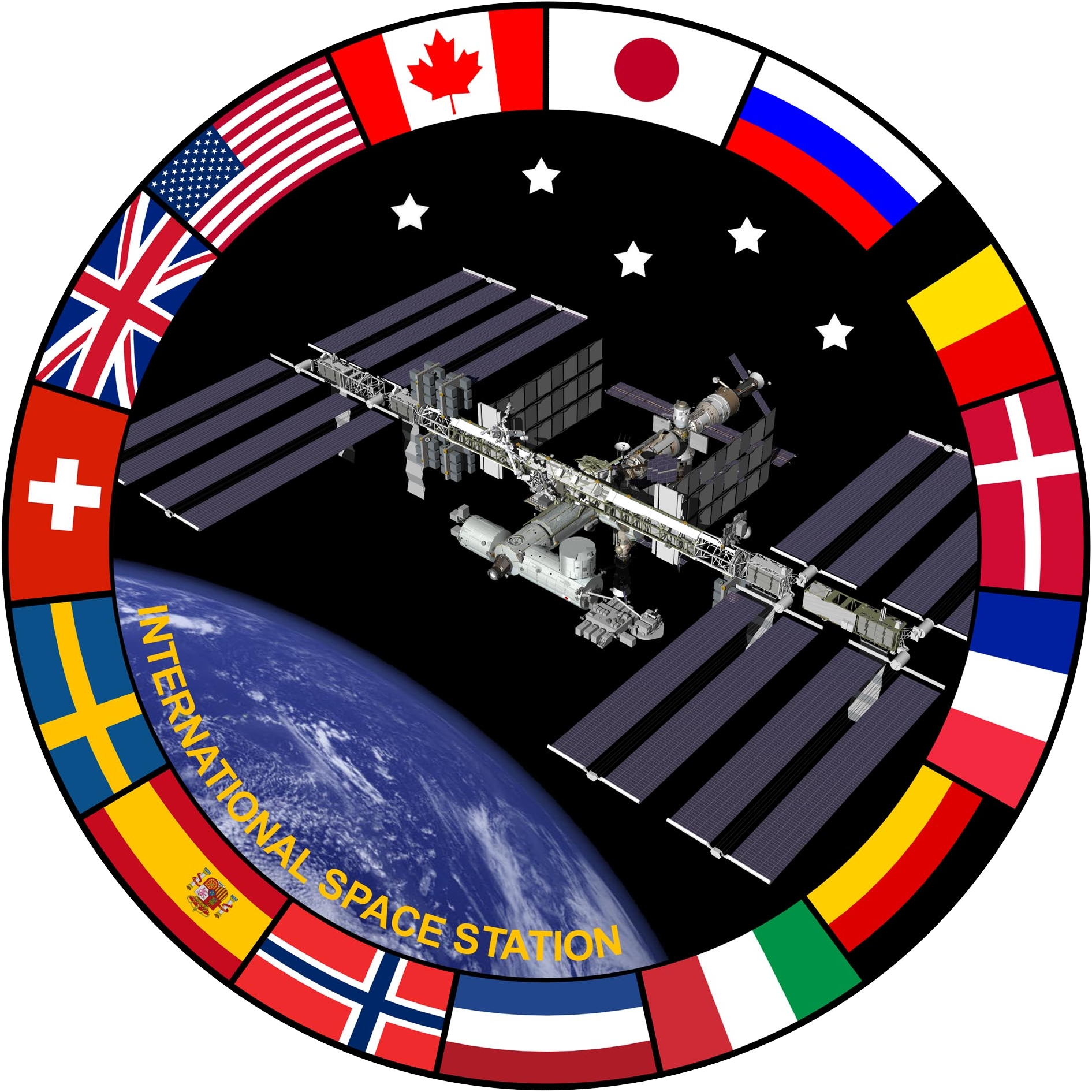
Logo (ISS)

## Afgerond
| Nummer | ISS-vlucht | Expeditie                                                                         | Bemanning | Foto bemanning | Logo missie | Toelichting |
| --- | ---------- | --------------------------------------------------------------------------------- | --- | -------------- | ----------- | --- |
| 1. | 2A         | STS-88 Endeavour Lancering: 4 december 1998 Aanmeerperiode: 6 dagen 18 uur        | Robert D. Cabana Frederick W. Sturckow Nancy J. Currie Jerry L. Ross James H. Newman Sergei Krikalev                                             |                |             | Afleveren Unity Module 3 ruimtewandelingen |
| 2. | 2A.1       | STS-96 Discovery Lancering: 27 mei 1999 Aanmeerperiode: 5 dagen 18 uur            | Kent V. Rominger Rick D. Husband Tamara E. Jernigan Ellen L. Ochoa Daniel T. Barry Julie Payette Valeri Tokarev                                  |                |             | 1 ruimtewandeling |
| 3. | 2A.2a      | STS-101 Atlantis Lancering: 19 mei 2000 Aanmeerperiode: 5 dagen 18 uur            | James D. Halsell Scott J. Horowitz Mary E. Weber Jeffrey N. Williams James S. Voss Susan J. Helms Joeri Oesatsjov                                |                |             | Tijdens deze missie werd het ISS in een 30 km hoger baan gebracht 1 ruimtewandeling |
| 4. | 2A.2b      | STS-106 Atlantis Lancering: 8 september 2000 Aanmeerperiode: 7 dagen 21 uur       | Terrence W. Wilcutt Scott D. Altman Edward T. Lu Richard A. Mastracchio Daniel C. Burbank Joeri Malentsjenko Boris Moroekov                      |                |             | 1 ruimtewandeling |
| 5. | 3A         | STS-92 Discovery Lancering: 11 oktober 2000 Aanmeerperiode: 6 dagen 21 uur        | Brian Duffy Pamela A. Melroy Leroy Chiao William S. McArthur Peter J. K. Wisoff Michael E. Lopez-Alegria Koichi Wakata                           |                |             | Aflevering Z1 Truss 4 ruimtewandelingen |
| 6. | 2R         | Sojoez TM-31 Lancering: 31 Oktober 2000 Aanmeerperiode: ~183 dagen                | Joeri Gidzenko Sergej Krikaljov William M. Shepherd                                                                                              |                |             | Aflevering bemanning ISS-Expeditie 1 |
| 7. | 4A         | STS-97 Endeavour Lancering: 30 November 2000 Aanmeerperiode: 6 dagen 23 uur       | Brent W. Jett Michael J. Bloomfield Joseph R. Tanner Carlos I. Noriega Marc Garneau                                                              |                |             | Aflevering P6 Truss 3 ruimtewandelingen |
| 8. | 5A         | STS-98 Atlantis Lancering: 7 Februari 2001 Aanmeerperiode: 6 dagen 21 uur         | Kenneth D. Cockrell Mark L. Polansky Robert L. Curbeam Marsha S. Ivins Thomas D. Jones                                                           |                |             | Aflevering Destiny Laboratorium 3 ruimtewandelingen |
| 9. | 5A.1       | STS-102 Discovery Lancering: 8 Maart 2001 Aanmeerperiode: 8 dagen 21 uur          | James D. Wetherbee James M. Kelly Paul W. Richards Andrew S. W. Thomas Joeri Oesatsjov James S. Voss Susan J. Helms                              |                |             | Aflevering ISS-Expeditie 2 bemanning Terugvlucht ISS-Expeditie 1 bemanning Gebruik van de MPLM 2 ruimtewandelingen |
| 10. | 6A         | STS-100 Endeavour Lancering: 19 April 2001 Aanmeerperiode: 8 dagen 3 uur          | Kent V. Rominger Jeffrey S. Ashby John L. Phillips Scott E. Parazynski Chris A. Hadfield Umberto Guidoni Joeri Lontsjakov                        |                |             | Gebruik van de MPLM Aflevering Canadarm2 2 ruimtewandelingen |
| 11. | 2S         | Sojoez TM-32 Lancering: 28 April 2001 Aanmeerperiode: ~183 dagen                  | Talgat Moesabajev Joeri Batoerin Dennis A. Tito                                                                                                  |                |             | Alle drie bemanningsleden keerden na een week met Sojoez TM-31 terug naar Aarde |
| 12. | 7A         | STS-104 Atlantis Lancering: 12 Juli 2001 Aanmeerperiode: 8 dagen 1 uur            | Steven W. Lindsey Charles O. Hobaugh Michael L. Gernhardt Janet L. Kavandi James F. Reilly                                                       |                |             | Aflevering Quest Joint Airlock 3 ruimtewandelingen |
| 13. | 7A.1       | STS-105 Discovery Lancering: 10 Augustus 2001 Aanmeerperiode: 9 dagen 20 uur      | Scott J. Horowitz Frederick W. Sturckow Daniel T. Barry Patrick G. Forrester Frank L. Culbertson Mikhail Tyurin Vladimir Dezjoerov               |                |             | Aflevering ISS-Expeditie 3 bemanning Terugvlucht ISS-Expeditie 2 bemanning Gebruik van de MPLM 2 ruimtewandelingen |
| 14. | 3S         | Sojoez TM-33 Lancering: 21 Oktober 2001 Aanmeerperiode: ~193 dagen                | Viktor Afanasjev Konstantin Kozejev Claudie Haigneré                                                                                             |                |             | Alle drie bemanningsleden keerden met Sojoez TM-32 na 9 dagen en 18 uur terug naar Aarde. |
| 15. | UF-1       | STS-108 Endeavour Lancering: 5 December 2001 Aanmeerperiode: 7 dagen 21 uur       | Dominic L. Pudwill Gorie Mark E. Kelly Linda M. Godwin Daniel M. Tani Joeri Onoefrijenko Carl E. Walz Daniel W. Bursch                           |                |             | Aflevering ISS-Expeditie 4 bemanning Terugvlucht ISS-Expeditie 3 bemanning Gebruik van de MPLM 1 ruimtewandeling |
| 16. | 8A         | STS-110 Atlantis Lancering: 8 April 2002 Aanmeerperiode: 7 dagen 2 uur            | Michael J. Bloomfield Stephen N. Frick Jerry L. Ross Steven L. Smith Ellen L. Ochoa Lee M. E. Morin Rex J. Walheim                               |                |             | Aflevering S0 Truss 4 ruimtewandelingen |
| 17. | 4S         | Sojoez TM-34 Lancering: 25 April 2002 Aanmeerperiode: ~196 dagen                  | Joeri Gidzenko Roberto Vittori Mark Shuttleworth                                                                                                 |                |             | Alle drie bemanningsleden keerden na 8 dagen terug met Sojoez TM-33 |
| 18. | UF-2       | STS-111 Endeavour Lancering: 5 Juni 2002 Aanmeerperiode: 7 dagen 22 uur           | Kenneth D. Cockrell Paul S. Lockhart Franklin R. Chang-Diaz Philippe Perrin Valeri Korzoen Sergej Tresjtsjov Peggy A. Whitson                    |                |             | Afleveren ISS-Expeditie 5 bemanning Terugvlucht ISS-Expeditie 4 bemanning Afleveren Mobile Base System Gebruik van de MPLM 3 ruimtewandelingen                                                                              |
| 19. | 9A         | STS-112 Atlantis Lancering: 7 Oktober 2002 Aanmeerperiode: 6 dagen 21 uur         | Jeffrey S. Ashby Pamela A. Melroy David A. Wolf Sandra H. Magnus Piers J. Sellers Fyodor Yurchikhin                                              |                |             | Aflevering S1 Truss 3 ruimtewandelingen |
| 20. | 5S         | Sojoez TMA-1 Lancering: 30 Oktober 2002 Aanmeerperiode: ~183 dagen                | Sergej Zaljotin Joeri Lontsjakov Frank De Winne                                                                                                  |                |             | Alle drie de bemanningsleden zijn na een week terug gekeerd met de Sojoez TM-34 |
| 21. | 11A        | STS-113 Endeavour Lancering: 24 November 24 2002 Aanmeerperiode: 6 dagen 22 uur   | James D. Wetherbee Paul S. Lockhart Michael E. Lopez-Alegria John B. Herrington Kenneth D. Bowersox Donald R. Pettit Nikolaj Boedarin            |                |             | Afleveren bemanning ISS-Expeditie 6 Terugkeer bemanning ISS-Expeditie 5 Aflevering P1 Truss 3 ruimtewandelingen |
| Opmerking: Na de ramp met de Space Shuttle Columbia op 1 februari 2003 werd de Space Shuttle vloot tot juli 2005 stilgelegd. In september 2006 was STS-121 de eerstvolgende vlucht met de Space Shuttle.. |            |                                                                                   | |                |             | |
| 22. | 6S         | Sojoez TMA-2 Lancering: 28 April 28 2003 Aanmeerperiode: ~182 dagen               | Yuri Malenchenko Edward T. Lu |                |             | Afleveren bemanning ISS-Expeditie 7 De bemanning van ISS-Expeditie 6 keerde enkele dagen later met de Sojoez TMA-1 terug naar aarde.                                                                                        |
| 23. | 7S         | Sojoez TMA-3 Lancering: 18 Oktober 2003 Aanmeerperiode: ~192 dagen                | Aleksandr Kaleri Michael Foale Pedro Duque |                |             | Afleveren bemanning ISS-Expeditie 8 Duque keerde een paar dagen later samen met de bemanning van ISS-Expeditie 7 terug aan boord van Sojoez TMA-2.                                                                          |
| 24. | 8S         | Sojoez TMA-4 Lancering: 19 April 2004 Aanmeerperiode: ~185 dagen                  | Gennady Padalka Michael Fincke André Kuipers |                |             | Afleveren ISS-Expeditie 9 bemanning André Kuipers ging 9 dagen later terug naar aarde met de ISS-Expeditie 8 bemanning aan boord van de Sojoez TMA-3                                                                        |
| 25. | 9S         | Sojoez TMA-5 Lancering: 14 Oktober 2004 Aanmeerperiode: ~190 dagen                | Salizhan Sharipov Leroy Chiao Joeri Sjargin |                |             | Afleveren bemanning ISS-Expeditie 10 Shargin keerde een paar dagen later met de ISS-Expeditie 9 aan boord van Sojoez TMA-4 terug naar aarde.                                                                                |
| 26. | 10S        | Sojoez TMA-6 Lancering: 15 April 2005 Aanmeerperiode: ~179 dagen                  | Sergei Krikalev John L. Phillips Roberto Vittori                                                                                                 |                |             | Afleveren bemanning ISS-Expeditie 11 Vittori keerde een paar dagen later met de bemanning van ISS-Expeditie 10 aan boord van Sojoez TMA-5 terug naar aarde                                                                  |
| 27. | LF1        | STS-114 Discovery Lancering: 26 Juli 2005 Aanmeerperiode: 8 dagen 20 uur          | Eileen M. Collins James M. Kelly Stephen K. Robinson Andrew S. W. Thomas Wendy B. Lawrence Charles J. Camarda Soichi Noguchi                     |                |             | Eerste spaceshuttle vlucht na de ramp met de Columbia Inspectie spaceshuttle vanuit het ISS Gebruik gemaakt van de MPLM 3 ruimtewandelingen                                                                                 |
| 28. | 11S        | Sojoez TMA-7 Lancering: 1 Oktober 2005 Aanmeerperiode: ~189 dagen                 | Valeri Tokarev William S. McArthur Gregory H. Olsen                                                                                              |                |             | Afleveren bemanning ISS-Expeditie 12 Olsen keerde enkele dagen later met de bemanning van ISS-Expeditie 11 aan boord van Sojoez TMA-6 terug naar aarde.                                                                     |
| 29. | 12S        | Sojoez TMA-8 Lancering: 30 Maart 2006 Aanmeerperiode: ~180 dagen                  | Pavel Vinogradov Jeffrey N. Williams Marcos Pontes                                                                                               |                |             | Afleveren bemanning ISS-Expeditie 13 Pontes keerde negen dagen later met de bemanning van ISS-Expeditie 12 aan boord van Sojoez TMA-7 terug op aarde.                                                                       |
| 30. | ULF1.1     | STS-121 Discovery Lancering: 4 Juli 2006 Aanmeerperiode: 8 dagen 19 uur           | Steven W. Lindsey Mark E. Kelly Michael E. Fossum Lisa M. Nowak Stephanie D. Wilson Piers J. Sellers Thomas Reiter                               |                |             | Afleveren Reiter als bemanningslid ISS-Expeditie 13 Space Shuttle inspectie vanuit het ISS 3 ruimtewandelingen |
| 31. | 12A        | STS-115 Atlantis Lancering: 9 September 2006 Aanmeerperiode: 6 dagen 2 uur        | Brent W. Jett Christopher J. Ferguson Daniel C. Burbank Heidemarie M. Stefanyshyn-Piper Joseph R. Tanner Steven G. MacLean                       |                |             | Aflevering P3/4 truss Space Shuttle inspectie vanuit het ISS 3 ruimtewandelingen |
| 32. | 13S        | Sojoez TMA-9 Lancering: 18 September 2006 Aanmeerperiode: ~215 dagen              | Mikhail Tyurin Michael E. Lopez-Alegria Anousheh Ansari                                                                                          |                |             | Afleveren bemanning ISS-Expeditie 14 Ansari keerde met de bemanning van ISS-Expeditie 13 aan boord van Sojoez TMA-8 8 dagen later terug op aarde.                                                                           |
| 33. | 12A.1      | STS-116 Discovery Lancering: 10 December 2006 Aanmeerperiode: 7 dagen 23 uur      | Mark L. Polansky William A. Oefelein Nicholas J. M. Patrick Robert L. Curbeam Joan E. Higginbotham Christer Fuglesang Sunita L. Williams         |                |             | Afleveren Williams als bemanningslid ISS-Expeditie 14 Afleveren P5 truss Inspectie Space Shuttle vanuit het ISS 4 ruimtewandelingen                                                                                         |
| 34. | 14S        | Sojoez TMA-10 Lancering: 7 april 2007 Aanmeerperiode: ~196 dagen                  | Oleg Kotov Fyodor Yurchikhin / Charles Simonyi                                                                                                   |                |             | Afleveren bemanning ISS-Expeditie 15 Simonyi keerde 12 dagen later met de bemanning van ISS-Expeditie 14 terug met Sojoez TMA-9                                                                                             |
| 35. | 13A        | STS-117 Atlantis Lancering: 8 juni 2007 Aanmeerperiode: 8 dagen 19 uur            | Frederick W. Sturckow Lee J. Archambault Patrick G. Forrester Steven R. Swanson John D. Olivas James F. Reilly Clayton C. Anderson               |                |             | Afleveren Anderson als bemanninslid voor ISS-Expeditie 15 Afleveren S3/4 truss Inspectie Space Shuttle vanuit het ISS 4 ruimtewandelingen                                                                                   |
| 36. | 13A.1      | STS-118 Endeavour Lancering: 8 augustus 2007 Aanmeerperiode: 8 dagen 18 uur       | Scott J. Kelly Charles O. Hobaugh Tracy E. Caldwell Dyson Richard A. Mastracchio Barbara R. Morgan Benjamin A. Drew Dafydd R. Williams           |                |             | Afleveren S5 Truss Inspectie Space Shuttle vanuit het ISS 4 ruimtewandelingen |
| 37. | 15S        | Sojoez TMA-11 Lancering: 10 Oktober 2007 Aanmeerperiode: ~189 dagen               | Joeri Malentsjenko Peggy A. Whitson Sheikh Muszaphar Shukor                                                                                      |                |             | Afleveren bemanning ISS-Expeditie 16 Shukor keerde een paar dagen later naar aarde terug met de bemanning van ISS-Expeditie 15 aan boord van Sojoez TMA-10.                                                                 |
| 38. | 10A        | STS-120 Discovery Lancering: 23 Oktober 2007 Aanmeerperiode: 10 dagen 22 uur      | Pamela A. Melroy George D. Zamka Scott E. Parazynski Stephanie D. Wilson Douglas H. Wheelock Paolo Nespoli Daniel M. Tani                        |                |             | Afleveren Tani als bemanningslid van ISS-Expeditie 16 Afleveren Harmony Module Heralloceren P6 truss Inspectie Space Shuttle vanuit het ISS 5 ruimtewandelingen                                                             |
| 39. | 1E         | STS-122 Atlantis Lancering: 7 februari 2008 Aanmeerperiode: 8 dagen 16 uur        | Stephen N. Frick Alan G. Poindexter Leland D. Melvin Rex J. Walheim Stanley G. Love Hans Schlegel Léopold Eyharts                                |                |             | Afleveren Eyharts als bemanningslid van ISS-Expeditie 16 Afleveren Columbus module Inspectie Space Shuttle vanuit het ISS 3 ruimtewandelingen                                                                               |
| 40. | 1J/A       | STS-123 Endeavour Lancering: 11 maart 2008 Aanmeerperiode: 11 dagen 21 uur        | Dominic L. Pudwill Gorie Gregory H. Johnson Robert L. Behnken Michael J. Foreman Richard M. Linnehan Takao Doi Garrett E. Reisman                |                |             | Afleveren Reisman als bemanningslid van ISS-Expeditie 16 Afleveren Japanse Experimentmodule en Dextre Inspectie Space Shuttle vanuit het ISS 5 ruimtewandelingen                                                            |
| 41. | 16S        | Sojoez TMA-12 Lancering: 8 april 2008 Aanmeerperiode: ~198 dagen                  | Sergei Volkov Oleg Kononenko Yi So-yeon |                |             | Afleveren bemanning ISS-Expeditie 17 crew Yi keerde enkele dagen later met de bemanning van ISS-Expeditie 16 aan boord van Sojoez TMA-11 terug naar aarde                                                                   |
| 42. | 1J         | STS-124 Discovery Lancering: 31 mei 2008 Aanmeerperiode: 8 dagen 17 uur           | Mark E. Kelly Kenneth T. Ham Karen L. Nyberg Ronald J. Garan Michael E. Fossum Akihiko Hoshide Gregory E. Chamitoff                              |                |             | Afleveren Chamitoff als bemanningslid van ISS-Expeditie 17 Afleveren Japanse Experimentmodule Inspectie Space Shuttle vanuit het ISS 3 ruimtewandelingen                                                                    |
| 43. | 17S        | Sojoez TMA-13 Lancering: 12 oktober 2008 Aanmeerperiode: ~164 dagen               | Joeri Lontsjakov Michael Fincke Richard A. Garriott                                                                                              |                |             | Afleveren bemanning ISS-Expeditie 18 Garriott keerde met de bemanning van ISS-Expeditie 17 aan boord van Sojoez TMA-12 een paar dagen later terug naar aarde                                                                |
| 44. | ULF2       | STS-126 Endeavour Lancering: 15 november 2008 Aanmeerperiode: 11 dagen 16 uur     | Christopher J. Ferguson Eric A. Boe Donald R. Pettit Stephen G. Bowen Heidemarie M. Stefanyshyn-Piper Robert S. Kimbrough Sandra H. Magnus       |                |             | Afleveren Magnus als bemanningslid ISS-Expeditie 18 Gebruik van de MPLM Onderhoud en reparaties aan het Truss Inspectie Space Shuttle vanuit het ISS 4 ruimtewandelingen                                                    |
| 45. | 15A        | STS-119 Discovery Lancering: 15 maart 2009 Aanmeerperiode: 8 dagen 22 uur         | Lee J. Archambault Dominic A. Antonelli Joseph M. Acaba Steven R. Swanson Richard R. Arnold John L. Phillips Koichi Wakata                       |                |             | Afleveren Wakata als bemanningslid van ISS-Expeditie 18 Afleveren S6 truss Inspectie Space Shuttle vanuit het ISS 3 ruimtewandelingen                                                                                       |
| 46. | 18S        | Sojoez TMA-14 Lancering: 26 maart 2009 Aanmeerperiode: ~197 dagen                 | Gennady Padalka Michael R. Barratt / Charles Simonyi                                                                                             |                |             | Afleveren bemanning ISS-Expeditie 19 Simonyi keerde een paar dagen later met de bemanning van ISS-Expeditie 18 aan boord van Sojoez TMA-13 terug op aarde                                                                   |
| 47. | 19S        | Sojoez TMA-15 Lancering: 27 mei 2009 Aanmeerperiode: ~186 dagen                   | Roman Romanenko Frank De Winne Robert B. Thirsk                                                                                                  |                |             | Afleveren bemanning ISS-Expeditie 20 |
| 48. | 2J/A       | STS-127 Endeavour Lancering: 15 juli 2009 Aanmeerperiode: 11 dagen 1 uur          | Mark L. Polansky Douglas G. Hurley Christopher J. Cassidy Thomas H. Marshburn David A. Wolf Julie Payette Timothy L. Kopra                       |                |             | Afleveren Kopra als bemanningslid van ISS-Expeditie 20 Afleveren sectie Kibō van de Japanse JEM-PM module Space Shuttle inspectie vanuit het ISS 5 ruimtewandelingen                                                        |
| 49. | 17A        | STS-128 Discovery Lancering: 29 augustus 2009 Aanmeerperiode: 9 dagen 19 uur      | Frederick W. Sturckow Kevin A. Ford Patrick G. Forrester José M. Hernández John D. Olivas Christer Fuglesang Nicole P. Stott                     |                |             | Afleveren Stott als bemanningslid van ISS-Expeditie 20 Gebruik maken van de MPLM Space Shuttle inspectie vanuit het ISS 3 ruimtewandelingen                                                                                 |
| 50. | 20S        | Sojoez TMA-16 Lancering: 30 september 2009 Aanmeerperiode: ~167 dagen             | Maksim Soerajev Jeffrey N. Williams Guy Laliberté                                                                                                |                |             | Afleveren bemanning ISS-Expeditie 21 Laliberté keerde met de bemanning van ISS-Expeditie 20 aan boord van Sojoez TMA-14 een paar dagen later terug naar aarde                                                               |
| 51. | ULF3       | STS-129 Atlantis Lancering: 16 november 16 2009 Aanmeerperiode: 6 dagen 17 uur    | Charles O. Hobaugh Barry E. Wilmore Michael J. Foreman Randolph J. Bresnik Leland D. Melvin Robert L. Satcher                                    |                |             | Afleveren ELC1 en ELC2 Space Shuttle inspectie vanuit het ISS 3 ruimtewandelingen |
| 52. | 21S        | Sojoez TMA-17 Lancering: 20 december 2009 Aanmeerperiode: ~162 dagen              | Oleg Kotov Timothy J. Creamer Soichi Noguchi |                |             | Afleveren bemanning ISS-Expeditie 22 |
| 53. | 20A        | STS-130 Endeavour Lancering: 8 februari 2010 Aanmeerperiode: 9 dagen 19 uur       | George D. Zamka Terry W. Virts Kathryn P. Hire Stephen K. Robinson Nicholas J. M. Patrick Robert L. Behnken                                      |                |             | Afleveren Node 3 en Cupola Space Shuttle inspectie vanuit het ISS 3 ruimtewandelingen |
| 54. | 22S        | Sojoez TMA-18 Lancering: 2 april 2010 Aanmeerperiode: ~174 dagen                  | Aleksandr Skvortsov Mikhail Korniyenko Tracy E. Caldwell Dyson                                                                                   |                |             | Afleveren bemanning ISS-Expeditie 23 |
| 55. | 19A        | STS-131 Discovery Lancering: 5 april 2010 Aanmeerperiode: 10 dagen 5 uur          | Alan G. Poindexter James P. Dutton Richard A. Mastracchio Clayton C. Anderson Dorothy M. Metcalf-Lindenburger Stephanie D. Wilson Naoko Yamazaki |                |             | Gebruik gemaakt van de MPLM Space Shuttle inspectie vanuit het ISS 3 ruimtewandelingen |
| 56. | ULF4       | STS-132 Atlantis Lancering: 13 mei 2010 Aanmeerperiode: 7 dagen 1 uur             | Kenneth T. Ham Dominic A. Antonelli Stephen G. Bowen Michael T. Good Piers J. Sellers Garrett E. Reisman                                         |                |             | Afleveren Mini-Research Module 1 Space Shuttle inspectie vanuit het ISS 3 ruimtewandelingen |
| 57. | 23S        | Sojoez TMA-19 Lancering: 15 juni 2010 Aanmeerperiode: ~162 dagen                  | Fyodor Yurchikhin Douglas H. Wheelock Shannon Walker                                                                                             |                |             | Afleveren bemanningsleden ISS-Expeditie 24. |
| 58. | 24S        | Sojoez TMA-01M Lancering: 7 Oktober 2010 Aanmeerperiode: ~158 dagen               | Aleksandr Kaleri Oleg Skripochka Scott J. Kelly                                                                                                  |                |             | Afleveren bemanningsleden ISS-Expeditie 25. |
| 59. | 25S        | Sojoez TMA-20 Lancering: 15 december 2010 Aanmeerperiode: ~158 dagen              | Dmitri Kondratjev Catherine G. Coleman Paolo Nespoli                                                                                             |                |             | Afleveren bemanninsleden ISS-Expeditie 26. |
| 60. | ULF5       | STS-133 Discovery Lancering: 24 februari 2011 Aanmeerperiode: 8 dagen 14 uur      | Steven W. Lindsey Eric A. Boe Benjamin A. Drew Michael R. Barratt Stephen G. Bowen Nicole P. Stott                                               |                |             | Afleveren EXPRESS Logistics Carrier (ELC4) Afleveren, Leonardo PLM voor permanente koppeling aan het ISS. Space Shuttle inspectie vanuit het ISS 2 ruimtewandelingen                                                        |
| 61. | 26S        | Sojoez TMA-21 Lancering: 4 april 2011 Aanmeerperiode: ~162 dagen                  | Aleksandr Samokoetjajev Andrej Borisenko Ronald J. Garan                                                                                         |                |             | Afleveren bemanning ISS-Expeditie 27. |
| 62. | ULF6       | STS-134 Endeavour Lancering: 16 mei 2011 Aanmeerperiode: 11 dagen 18 uur          | Mark E. Kelly Gregory H. Johnson Michael Fincke Gregory E. Chamitoff Andrew J. Feustel Roberto Vittori                                           |                |             | Afleveren Alpha Magnetic Spectrometer Aflleveren EXPRESS Logistics Carrier (ELC3) Space Shuttle inspectie vanuit het ISS 4 ruimtewandelingen                                                                                |
| 63. | 27S        | Sojoez TMA-02M Lancering: 7 juni 2011 Aanmeerperiode: ~165 dagen                  | Sergey Volkov Michael E. Fossum Satoshi Furukawa                                                                                                 |                |             | Afleveren bemanning ISS-Expeditie 28. |
| 64. | ULF7       | STS-135 Atlantis Lancering: 8 juli 2011 Aanmeerperiode: 8 dagen 15 uur            | Christopher J. Ferguson Douglas G. Hurley Sandra H. Magnus Rex J. Walheim                                                                        |                |             | Gebruik gemaakt van de MPLM Space Shuttle inspectie vanuit het ISS 1 ruimtewandeling |
| 65. | 28S        | Sojoez TMA-22 Lancering: 14 november 2011 Aanmeerperiode: ~163 dagen              | Anton Shkaplerov Anatoli Ivanisjin Daniel C. Burbank                                                                                             |                |             | Afleveren bemanning ISS-Expeditie 29. |
| 66. | 29S        | Sojoez TMA-03M Lancering: December 21, 2011 Aanmeerperiode: ~193 dagen            | Oleg Kononenko Donald Pettit André Kuipers |                |             | Aflevering bemanning ISS-Expeditie 30 |
| 67. | 30S        | Sojoez TMA-04M Lancering: 15 mei 2012 Aanmeerperiode: ~123 dagen                  | Gennady Padalka Sergei Revin Joseph M. Acaba |                |             | Afleveren bemanning ISS-Expeditie 31 |
| 68. | 31S        | Sojoez TMA-05M Lancering: 15 juli 2012 Aanmeerperiode: ~125 dagen                 | Yuri Malenchenko Sunita L. Williams Akihiko Hoshide                                                                                              |                |             | Afleveren bemanning ISS-Expeditie 32 |
| 69. | 32S        | Sojoez TMA-06M Lancering: 23 oktober 2012 Aanmeerperiode: ~142 dagen              | Oleg Novitski Jevgeni Tarelkin Kevin A. Ford |                |             | Afleveren bemanning ISS-Expeditie 33 |
| 70. | 33S        | Sojoez TMA-07M Lancering: 19 december 2012 Aanmeerperiode: ~145 dagen             | Roman Romanenko Thomas H. Marshburn Chris A. Hadfield                                                                                            |                |             | Afleveren bemanning ISS-Expeditie 34 |
| 71. | 34S        | Sojoez TMA-08M Lancering: 28 maart 2013 Aanmeerperiode: ~166 dagen                | Pavel Vinogradov Aleksandr Misurkin Christopher J. Cassidy                                                                                       |                |             | Afleveren bemanning ISS-Expeditie 35 |
| 72. | 35S        | Sojoez TMA-09M Lancering: 28 mei 2013 Aanmeerperiode: ~166 dagen                  | Fyodor Yurchikhin Karen L. Nyberg Luca Parmitano                                                                                                 |                |             | Afleveren bemanning ISS-Expeditie 36 |
| 73. | 36S        | Sojoez TMA-10M Lancering: 25 september 2013 Aanmeerperiode: ~166 dagen            | Oleg Kotov Sergej Rjazanski Michael S. Hopkins                                                                                                   |                |             | Afleveren bemanning ISS-Expeditie 37 |
| 74. | 37S        | Sojoez TMA-11M Lancering: 7 november 2013 Aanmeerperiode: ~187 dagen              | Mikhail Tyurin Richard A. Mastracchio Koichi Wakata                                                                                              |                |             | Afleveren bemanning ISS-Expeditie 38 |
| 75. | 38S        | Sojoez TMA-12M Lancering: March 25, 2014 Aanmeerperiode: ~167 dagen               | Aleksandr Skvortsov Oleg Artemjev Steven R. Swanson                                                                                              |                |             | Afleveren bemanning ISS-Expeditie 39 |
| 76. | 39S        | Sojoez TMA-13M Lancering: 28 mei 2014 Aanmeerperiode: ~165 dagen                  | Maksim Soerajev Gregory R. Wiseman Alexander Gerst                                                                                               |                |             | Afleveren bemanning ISS-Expeditie 40 |
| 77. | 40S        | Sojoez TMA-14M Lancering: 25 september 2014 Aanmeerperiode: ~166 dagen            | Aleksandr Samokoetjajev Jelena Serova Barry E. Wilmore                                                                                           |                |             | Afleveren bemanning ISS-Expeditie 41 |
| 78. | 41S        | Sojoez TMA-15M Lancering: 23 november 2014 Aanmeerperiode: ~199 dagen             | Anton Shkaplerov Samantha Cristoforetti Terry W. Virts                                                                                           |                |             | Afleveren bemanning ISS-Expeditie 42 |
| 79. | 42S        | Sojoez TMA-16M Lancering: 27 maart 2015 Aanmeerperiode: ~168 dagen                | Gennady Padalka Mikhail Korniyenko Scott J. Kelly                                                                                                |                |             | Afleveren bemanning ISS-Expeditie 43 Korniyenko en Kelly verbleven een half jaar in het ISS en gingen met Sojoez TMA-18M terug naar aarde.                                                                                  |
| 80. | 43S        | Sojoez TMA-17M Lancering: 22 juli 2015 Aanmeerperiode: ~141 dagen                 | Oleg Kononenko Kimiya Yui Kjell N. Lindgren |                |             | Afleveren bemanning ISS-Expeditie 44 |
| 81. | 44S        | Sojoez TMA-18M Lancering: 2 september 2015 Aanmeerperiode: ~180 dagen             | Sergej Volkov Andreas Mogensen Aidyn Aimbetov |                |             | Afleveren bemanning ISS-Expeditie 45 Mogensen and Aimbetov keerden enkele dagen later met de bemanning van ISS-Expeditie 44 aan boord van Sojoez TMA-16M terug naar aarde.                                                  |
| 82. | 45S        | Sojoez TMA-19M Lancering: 15 december 2015 Aanmeerperiode: ~185 dagen             | Yuri Malenchenko Timothy Peake Timothy L. Kopra                                                                                                  |                |             | Afleveren bemanning ISS-Expeditie 46 |
| 83. | 46S        | Sojoez TMA-20M Lancering: 18 maart 2016 Aanmeerperiode: ~171 dagen                | Aleksej Ovtsjinin Oleg Skripotsjka Jeffrey N. Williams                                                                                           |                |             | Afleveren bemanning ISS-Expeditie 47 Laatste TMA-M vlucht |
| 84. | 47S        | Sojoez MS-01 Lancering: 7 juli 2016 Aanmeerperiode: ~113 dagen                    | Anatoli Ivanisjin Takuya Onishi Kathleen Rubins                                                                                                  |                |             | Afleveren bemanning ISS-Expeditie 48 Eerste Sojoez MS vlucht |
| 85. | 48S        | Sojoez MS-02 Lancering: 19 oktober 2016 Aanmeerperiode: ~171 dagen                | Sergej N. Ryzhikov Andrej Borisenko Robert S. Kimbrough                                                                                          |                |             | Afleveren bemanning ISS-Expeditie 49 |
| 86. | 49S        | Sojoez MS-03 Lancering: 17 november 2016 Aanmeerperiode: ~194 dagen               | Oleg Novitski Thomas Pesquet Peggy Whitson |                |             | Afleveren bemanning ISS-Expeditie 50 Whitson verbleef in totaal 10 maanden in het ISS. |
| 87. | 50S        | Sojoez MS-04 Lancering: 20 april 2017 Aanmeerperiode: ~135 dagen                  | Fjodor Joertsjichin Jack D. Fischer |                |             | Afleveren bemanning ISS-Expeditie 51 |
| 88. | 51S        | Sojoez MS-05 Lancering: 28 juli 2017 Aanmeerperiode: ~139 dagen                   | Sergej Rjazanski Randy Bresnik Paolo Nespoli |                |             | Afleveren bemanning ISS-Expeditie 52 |
| 89. | 52S        | Sojoez MS-06 Lancering: 12 september 2017 Aanmeerperiode: ~168 dagen              | Aleksandr Misoerkin Mark Vande Hei Joseph M. Acaba                                                                                               |                |             | Afleveren bemanning ISS-Expeditie 53 |
| 90. | 53S        | Sojoez MS-07 Lancering: 17 december 2017 Aanmeerperiode: ~166 dagen               | Anton Sjkaplerov Norishige Kanai Scott D. Tingle                                                                                                 |                |             | Afleveren bemanning ISS-Expeditie 54 |
| 91. | 54S        | Sojoez MS-08 Lancering: 21 maart 2018 Aanmeerperiode: ~194 dagen                  | Oleg Artemjev Andrew J. Feustel Richard R. Arnold                                                                                                |                |             | Afleveren bemanning ISS-Expeditie 55 |
| 92. | 55S        | Sojoez MS-09 Lancering: 6 juni 2018 Aanmeerperiode: ~194 dagen                    | Sergej Prokopjev Serena M. Auñón-Chancellor Alexander Gerst                                                                                      |                |             | Afleveren ISS-Expeditie 56 |
| 94. | 57S        | Sojoez MS-11 Lancering: 3 december 2018 Aanmeerperiode: ~203 dagen                | Oleg Kononenko Anne McClain David Saint-Jacques                                                                                                  |                |             | Afleveren bemanning ISS-Expeditie 57 |
| 95. | 58S        | Sojoez MS-12 Lancering: 14 maart 2019 Aanmeerperiode: ~202 dagen                  | Aleksej Ovtsjinin Christina Koch Nick Hague |                |             | Afleveren bemanning ISS-Expeditie 59, Koch keerde terug naar Aarde aan boord van Sojoez MS-13. |
| 96. | 59S        | Sojoez MS-13 Lancering: 20 juli 2019 Aanmeerperiode: ~201 dagen                   | Aleksandr Skvortsov Luca Parmitano Andrew R. Morgan                                                                                              |                |             | Afleveren bemanning ISS-Expeditie 60, Morgan keert terug aan boord vanSojoez MS-15. |
| 97. | 61S        | Sojoez MS-15 Lancering: 25 september 2019 Aanmeerperiode: ~204 dagen              | - Oleg Skripochka - Jessica Meir - Hazza Al Mansouri                                                                                             |                |             | Afleveren bemanning ISS-Expeditie 61. Al Mansouri keert terug naar Aarde met de Sojoez MS-12 capsule. Morgan neemt plaats op de positie van Al Mansouri's stoel aan boord van Sojoez MS-15 na een missie van negen maanden. |
| 98. | 62S        | Sojoez MS-16 Lancering: 9 april 2020 Aanmeerperiode: ~195 dagen                   | - Anatoli Ivanisjin - Ivan Vagner - Christopher Cassidy                                                                                          |                |             | Afleveren van drie bemanningsleden voor ISS-Expeditie 62 |
| 99. |            | SpaceX Demo-2 Lancering: 30 mei 2020 Aanmeerperiode: ~64 dagen                    | - Douglas G. Hurley - Robert L. Behnken |                |             | Bemande testvlucht van het SpaceX Dragon 2 ruimtevaartuig. Beide bemanningsleden waren onderdeel van ISS-Expeditie 63. |
| 100. | 63S        | Sojoez MS-17 Lancering: 14 oktober 2020 Aanmeerperiode: ~185 dagen                | - Sergey Ryzhikov - Sergej Koed-Svertsjkov - Kathleen Rubins                                                                                     |                |             | Afleveren bemanning ISS-Expeditie 63. |
| 101. |            | SpaceX Crew-1 Lancering: 16 november 2020 Aanmeerperiode: ~165 dagen              | - Michael S. Hopkins - Victor J. Glover - Soichi Noguchi - Shannon Walker                                                                        |                |             | Afleveren bemanning ISS-Expeditie 64. Eerste operationele vlucht van de Crew Dragon. |
| 102. | 64S        | Sojoez MS-18 Lancering: 9 april 2021 Aanmeerperiode: ~190 dagen                   | - Oleg Novitski - Pjotr Doebrov - Mark T. Vande Hei                                                                                              |                |             | Afleveren bemanning ISS-Expeditie 65. |
| 103. |            | SpaceX Crew-2 Lancering: 23 April 2021 Aanmeerperiode: ~199 dagen                 | - Shane Kimbrough - Megan McArthur - Akihiko Hoshide - Thomas Pesquet                                                                            |                |             | Afleveren bemanning ISS-Expeditie 65. |
| 104. | 65S        | Sojoez MS-19 Lancering: 5 oktober 2021 Aanmeerperiode: ~178 dagen                 | - Anton Sjkaplerov - Klim Shipenko - Yulia Peresild                                                                                              |                |             | Afleveren bemanningslid ISS-Expeditie 65. De Russisch filmregisseur Klim Sjipenko en actrice Joelia Peresild maken filmopnames voor het project The Challenge.                                                              |
| 105. |            | SpaceX Crew-3 Lancering: 11 november 2021 Aanmeerperiode: ~174 dagen              | - Raja Chari - Thomas Marshburn - Matthias Maurer' - Kayla Barron                                                                                |                |             | Afleveren bemanning ISS-Expeditie 66 |
| 106. | 66S        | Sojoez MS-20 Lancering: 8 december 2021 Aanmeerperiode: ~12 dagen                 | - Aleksandr Misurkin - Yusaku Maezawa - Yozo Hirano                                                                                              |                |             | Vlucht van 1 cosmonaut en twee ruimtetoeristen. |
| 107. | 67S        | Sojoez MS-21 Lancering: 18 maart 2022 Aanmeerperiode: 195 dagen                   | - Oleg Artemjev - Denis Matvejev - Sergej Korsakov                                                                                               |                |             | Afleveren bemanningsleden ISS-Expeditie 67. |
| 108. |            | Ax-1 Lancering: 8 april 2022 Aanmeerperiode: ~16 dagen                            | - / Michael López-Alegría - Larry Connor - Mark Pathy - Eytan Stibbe                                                                             |                |             | Afleveren 1 bemanningslid voor ISS-Expeditie 67 en 3 ruimtetoeristen voor een 10-daags verblijf. |
| 109. |            | SpaceX Crew-4 Lancering: 27 april 2022 Aanmeerperiode: 170 dagen                  | - Kjell N. Lindgren - Robert Hines - Samantha Cristoforetti - Jessica Watkins                                                                    |                |             | Afleveren bemanningsleden ISS-Expeditie 67 en 68. |
| 110. | 68S        | Sojoez MS-22 Lancering: 21 september 2022 Aanmeerperiode: 188 dagen.              | - Sergej Prokopjev - Dmitri Petelin - Francisco Rubio                                                                                            |                |             | Afleveren bemanningsleden ISS-Expeditie 68. Ruimtecapsule is onbemand teruggekeerd naar Aarde. Bemanning keert terug met Sojoez MS-23                                                                                       |
| 111. |            | SpaceX Crew-5 Lancering: 5 oktober 2022 Aanmeerperiode: ~157 dagen                | - Nicole Aunapu Mann - Josh Cassada - Koichi Wakata - Anna Kikina                                                                                |                |             | Afleveren bemanningsleden ISS-Expeditie 68. |
| 114. |            | Axiom Mission 2 Lancering: 21 mei 2023 Aanmeerperiode: 8 dagen                    | - Peggy Whitson - John Shoffner - Ali Alqarni - Rayyanah Barnawi                                                                                 |                |             | Bezoek van tien dagen van een astronaut en drie ruimtetoeristen |
| 113. |            | SpaceX Crew-6 Lancering: 2 maart 2023 Aanmeerperiode: ~185 dagen                  | - Stephen Bowen - Warren Hoburg - Sultan Al Neyadi - Andrej Fedjajev                                                                             |                |             | Afleveren bemanningsleden ISS-Expeditie 68 en 69 |
| 117. |            | Axiom Mission 3 Lancering: 18 januari 2024 Aanmeerperiode: 18 dagen               | - / Michael López-Alegría - Walter Villadei - Alper Gezeravcı - Marcus Wandt                                                                     |                |             | Bezoek van 18 dagen. |
| 115. |            | SpaceX Crew-7 Lancering: 26 augustus 2023 Aanmeerperiode: 197 dagen               | - Jasmin Moghbeli - Andreas Mogensen - Satoshi Furukawa - Konstantin Borisov                                                                     |                |             | Afleveren bemanningsleden ISS-Expeditie 69 en 70 |
| 116. |            | Sojoez MS-24 Lancering: 15 september 2023 Aanmeerperiode: 204 dagen               | - Oleg Kononenko - Nikolaj Tsjoeb - Loral O'Hara                                                                                                 |                |             | Afleveren Oleg Kononenko en Nikolaj Tsjoeb als onderdeel van ISS-Expeditie 70 |
| 119. |            | Sojoez MS-25 Lancering: 23 maart 2024 Aanmeerperiode: 184 dagen                   | - Oleg Novitski - Marina Vasilevskaja - Tracy Caldwell Dyson                                                                                     |                |             | Afleveren Tracy Caldwell Dyson als onderdeel van ISS-Expeditie 71/72 |
| 118. |            | SpaceX Crew-8 Lancering: 4 maart 2024 Aanmeerperiode: 235 dagen                   | - Matthew Dominick - Michael Barratt - Jeanette Epps - Aleksandr Grebjonkin                                                                      |                |             | Afleveren bemanningsleden ISS-Expeditie 70 en 71 |
| 120. |            | Boeing Crew Flight Test (Boe-CFT) Lancering: 4 juni 2024 Aanmeerperiode: 92 dagen | - Barry Wilmore - Sunita Williams |                |             | Bemande testvlucht met de Boeing Starliner. Capsule is zonder astronauten naar de Aarde teruggekeerd. Astronauten zijn met SpaceX Crew-9 geland op de Aarde.                                                                |
| 122. |            | Sojoez MS-26 Lancering: 11 september 2024 Aanmeerperiode: 220 dagen               | - Aleksej Ovtsjinin - Ivan Vagner - Donald Pettit                                                                                                |                |             | Afleveren bemanningsleden ISS-Expeditie 71 en 72 |
| 121. |            | SpaceX Crew-9 Lancering: 28 september 2024 Aanmeerperiode: 169 dagen              | - Nick Hague - Aleksandr Gorbunov |                |             | Afleveren bemanningsleden ISS-Expeditie 72. Terugreis inclusief twee bemanningsleden van de Boe-CFT missie. |
| 125. |            | Axiom Mission 4 Lancering: 25 juni 2025 Aanmeerperiode: ~18 dagen                 | - Peggy Whitson - Shubhanshu Shukla - Sławosz Uznański-Wiśniewski - Tibor Kapu                                                                   |                |             | Bezoek van 18 dagen |

## Lopende vluchten
| Nummer | ISS-vlucht | Expeditie                                 | Bemanning                                                      | Foto bemanning | Logo missie | Toelichting                                      |
| ------ | ---------- | ----------------------------------------- | -------------------------------------------------------------- | -------------- | ----------- | ------------------------------------------------ |
| 123.   |            | SpaceX Crew-10 Lancering: 14 maart 2025   | - Anne McClain - Nichole Ayers - Takuya Onishi - Kirili Peskov |                |             | Afleveren bemanningsleden ISS-Expeditie 72 en 73 |
| 124.   |            | Sojoez MS-27 Lancering: 8 april 2025      | - Sergej Ryzjikov - Alexey Zubritsky - Jonny Kim               |                |             | Afleveren bemanningsleden ISS-Expeditie 72 en 73 |
| 126.   |            | SpaceX Crew-11 Lancering: 1 augustus 2025 | - Zena Cardman - Michael Fincke - Kimiya Yui - Oleg Platonov   |                |             | Afleveren bemanningsleden ISS-Expeditie 73 en 74 |

## Geplande vluchten
| Nummer | ISS-vlucht | Expeditie | Bemanning | Foto bemanning | Logo missie | Toelichting |
| ------ | ---------- | --------- | --------- | -------------- | ----------- | ----------- |

## Reddingsvlucht
| Nummer | ISS-vlucht | Expeditie                                | Bemanning                                             | Foto bemanning | Logo missie | Toelichting                                                           |
| ------ | ---------- | ---------------------------------------- | ----------------------------------------------------- | -------------- | ----------- | --------------------------------------------------------------------- |
| 112.   | 68S        | Sojoez MS-23 Lancering: 24 februari 2023 | - Sergej Prokopjev - Dmitri Petelin - Francisco Rubio |                |             | Onbemand gelanceerd maar is geland met de bemanning van Sojoez MS-22. |

## Mislukt
| Nummer | ISS-vlucht | Expeditie                               | Bemanning                        | Foto bemanning | Logo missie | Toelichting                                                                  |
| ------ | ---------- | --------------------------------------- | -------------------------------- | -------------- | ----------- | ---------------------------------------------------------------------------- |
| 93.    | 56S        | Sojoez MS-10 Lancering: 11 oktober 2018 | - Aleksej Ovtsjinin - Nick Hague |                |             | De vlucht is na de lancering afgebroken door een probleem met de draagraket. |

## Overzicht ruimtevaartuigen naar het ISS
Dit betreft een lijst type logistieke ruimteschepen, zowel bemand als onbemand, die naar het ISS vliegen of vlogen.
| Ruimteschip   | Provider & Agentschap                                                   | Type                                                       | Eerste lancering naar ISS | Aantal missies naar ISS                                                               | Status                        |
| ------------- | ----------------------------------------------------------------------- | ---------------------------------------------------------- | ------------------------- | ------------------------------------------------------------------------------------- | ----------------------------- |
| Space Shuttle | NASA                                                                    | Bemanning + vracht heen en terug, grotendeels herbruikbaar | 1998                      | 37                                                                                    | Buitengebruikstelling 2011    |
| Sojoez TM     | Roskosmos                                                               | Bemanning                                                  | 2000                      | 4                                                                                     | Buitengebruikstelling 2002    |
| Sojoez TMA    | Roskosmos                                                               | Bemanning                                                  | 2002                      | 21                                                                                    | Buitengebruikstelling 2011    |
| Sojoez TMA-M  | Roskosmos                                                               | Bemanning                                                  | 2010                      | 20                                                                                    | Buitengebruikstelling 2016    |
| Sojoez MS     | Roskosmos                                                               | Bemanning                                                  | 2016                      | 26 waarvan een mislukt een volledig onbemand, een onbemand terug en een onbemand heen | In gebruik                    |
| Progress M1   | Roskosmos                                                               | Vracht heen                                                | 2000                      | 8                                                                                     | Buitengebruikstelling in 2004 |
| Progress M-1  | Roskosmos                                                               | Vracht heen                                                | 2001                      | 23                                                                                    | Buitengebruikstelling 2009    |
| Progress M-2  | Roskosmos                                                               | Vracht heen                                                | 2008                      | 29 waarvan twee mislukt                                                               | Buitengebruikstelling 2016    |
| Progress MS   | Roskosmos                                                               | Vracht heen                                                | 2015                      | 26 waarvan 1 mislukt                                                                  | In gebruik                    |
| ATV           | ESA                                                                     | Vracht heen                                                | 2008                      | 5                                                                                     | Buitengebruikstelling 2014    |
| HTV           | JAXA                                                                    | Vracht heen                                                | 2009                      | 8                                                                                     | Buitengebruikstelling 2020    |
| HTV-X         | JAXA                                                                    | Vracht heen                                                | 2024                      | 0                                                                                     | Gepland                       |
| Dragon        | SpaceX & NASA                                                           | Vracht heen en terug, grotendeels herbruikbaar             | 2012                      | 21 waarvan een mislukt                                                                | Buitengebruikstelling 2020    |
| Cygnus        | Northrop Grumman (eerder Orbital ATK, daarvoor Orbital Sciences) & NASA | Vracht heen                                                | 2013                      | 22 waarvan 1 mislukt                                                                  | In gebruik                    |
| Crew Dragon   | SpaceX & NASA of commerciële klanten                                    | Bemanning, grotendeels herbruikbaar                        | 2019                      | 13 waarvan 1 onbemande en 1 bemande testvlucht                                        | In gebruik                    |
| Starliner     | Boeing & NASA of commerciële klanten                                    | Bemanning, deels herbruikbaar                              | 2019                      | 3 waarvan 1 onbemande mislukte testvlucht en 1 onbemande testvlucht succesvol         | In testfase                   |
| Cargo Dragon  | SpaceX & NASA                                                           | Vracht heen en terug, grotendeels herbruikbaar             | 2020                      | 10                                                                                    | In gebruik                    |
| Dream Chaser  | Sierra Space & NASA                                                     | Vracht heen en terug, deels herbruikbaar                   | 2024                      | 0                                                                                     | Gepland                       |

## Zie tevens
- Internationaal ruimtestation (ISS)